# Strongylacron buchholzi
Strongylacron buchholzi är en kräftdjursart som först beskrevs av Boeck 1873.  Strongylacron buchholzi ingår i släktet Strongylacron, och familjen Cletodidae. Arten är reproducerande i Sverige.